# Фердінанд Август Заганський
Фердінанд Август Заганський або Фердінанд Август Лобковіц (чеськ. Ferdinand August z Lobkovic), (7 вересня 1655—3 жовтня 1715) — третій герцог Заганський з роду Лобковіців, чеський шляхтич і дипломат. Лицар Ордену Золотого руна.

## Походження
Фердінанд Август був старшим сином Вацлава Еусебія Попеля з Лобковіц та його другої дружини Августи Софії Зульцбаської. З батьківського боку його дідусем та бабусею були Зденек Войтех з Лобковіц та Поліксена Пернштейнська. З материнської сторони його дідом та бабусею були граф Зульцбаху Август та Ядвіга Гольштейн-Готторптська.

## Життєпис
Фердінанд Август народився 7 вересня 1655 року в Нойштадті. Його батько Вацлав Еусебіус зробив непогану військову кар'єру. Він був головним фельдмаршалом та президентом військової ради. Коли Фердінанду Августу виповнилося 14, його батька призначили першим міністром імперії. В його руках була майже необмежена влада. Та 1674 року він впав в немилість у імператора і утримувався під домашнім арештом у Роудніце, але на статус родини це не вплинуло. 
У липні 1677 21-річний Фердінанд Август одружився із 17-річною Клавдією Францискою Нассау. Разом вони пожили три роки до її передчасної смерті у березні 1680 року. Із нею герцог мав трьох дітей. Через чотири місяці після смерті першої дружини Фердананд Август одружився знову. Його обраницею стала маркграфиня Баден-Баденська Марія Анна, яка була його одноліткою. Із нею Фердинанд Август прожив двадцять один рік і мав вісьмох дітей.
Фернінада Августа взяли на службу главним імперським комісаром. На цій посаді він перебував 1691—1692 роках. Значне підвищення він отримав 1698 року, коли став головним управителем при імператриці Елеонорі. Марія Анна померла 22 серпня 1701. Два роки потому Фердинанд Август знову одружився. Його нареченою стала Марія Філіппіна Альтханська. Разом із нею герцог прожив два с половиною роки, не маючи дітей. 1702 року до нього у Роудніце на шляху від Гедельбургу завітав імператор Йозеф I, тоді ще тільки король Римський. Після смерті Марії Філіппіни у 1706 році, він півтора року прожив одинаком. Після чого знову пошлюбився. Четвертою дружиною Фердинанда Августа стала Марія Йоганна Шварценберзька. У подружжя народилося двоє доньок.
1710 року отримав у тимчасове володіння лен Шензеє. У другій половині 1713 — на початку 1714 року володіння Фердинанда Августа Роудніце та села, розташовані поблизу, постраждали від епідемії чуми, яка забрала понад 40 % всього тамтешнього населення. В пам'ять про ті події зараз створений меморіал.
Помер Фердінанд Август у 3 жовтня 1715 у Роудніце-над-Лабем у віці 60 років. Похований у фамільному склепі в костелі святого Вацлава біля капуцинського монастиря.

## Родина
Дружина —  Клавдія Франциска Нассау.
Діти:
- Елеонора (29 квітня—11 травня 1678) — померла немовлям.

- Леопольд Крістіан (1679—1680) — помер немовлям.
- Філіп Гіацинт Йозеф (1680—1737) — засновник Роудніцької гілки династії. Одружений із Елеонорою Кароліною Лобковіц, а згодом — з Анною Марією Альтхемською. Мав дев'ятьох дітей.

Дружина —  Марія Анна, маркграфиня Баден-Баденська
Діти:
- Йозеф Антонін Август (1681—1717)
- Фердінанд Ян Франц (1685—1686)
- Ян Їржі Крістіан (1686—1753) — засновник горинської гілки династії. Фельдмаршал. Одружений із Кароліною Генрієттою Вальдштейнською, мав десятеро дітей.
- Елеонора Єлизавета Амалія Маґдалена (1682—1741) — одружена із Адамом Франтішеком Шварценберзьким, мала сина та доньку.
- Марія Людовіка Анна Франциска (1683—1750) — одружена із принцом Ансельмом Францем Тьорн-Таксіс. Мала чотирьох діточок.
- Ядвіґа Генрієтта (1688—1689)
- Августа Франциска (1690—1691)
- Карл Ігнас Бонавентура (1692—1701)

Дружина — Марія Філіппіна Альтханська
Діти: не було
Дружина — Марія Йоганна Шварценберзька.
Діти:
- Марія Анна Луїза — (1711—1713) — померла у ранньому віці.
- Марія Ернестіна — (1714—1718) — померла у ранньому віці.